# Paràbola de l'home ric

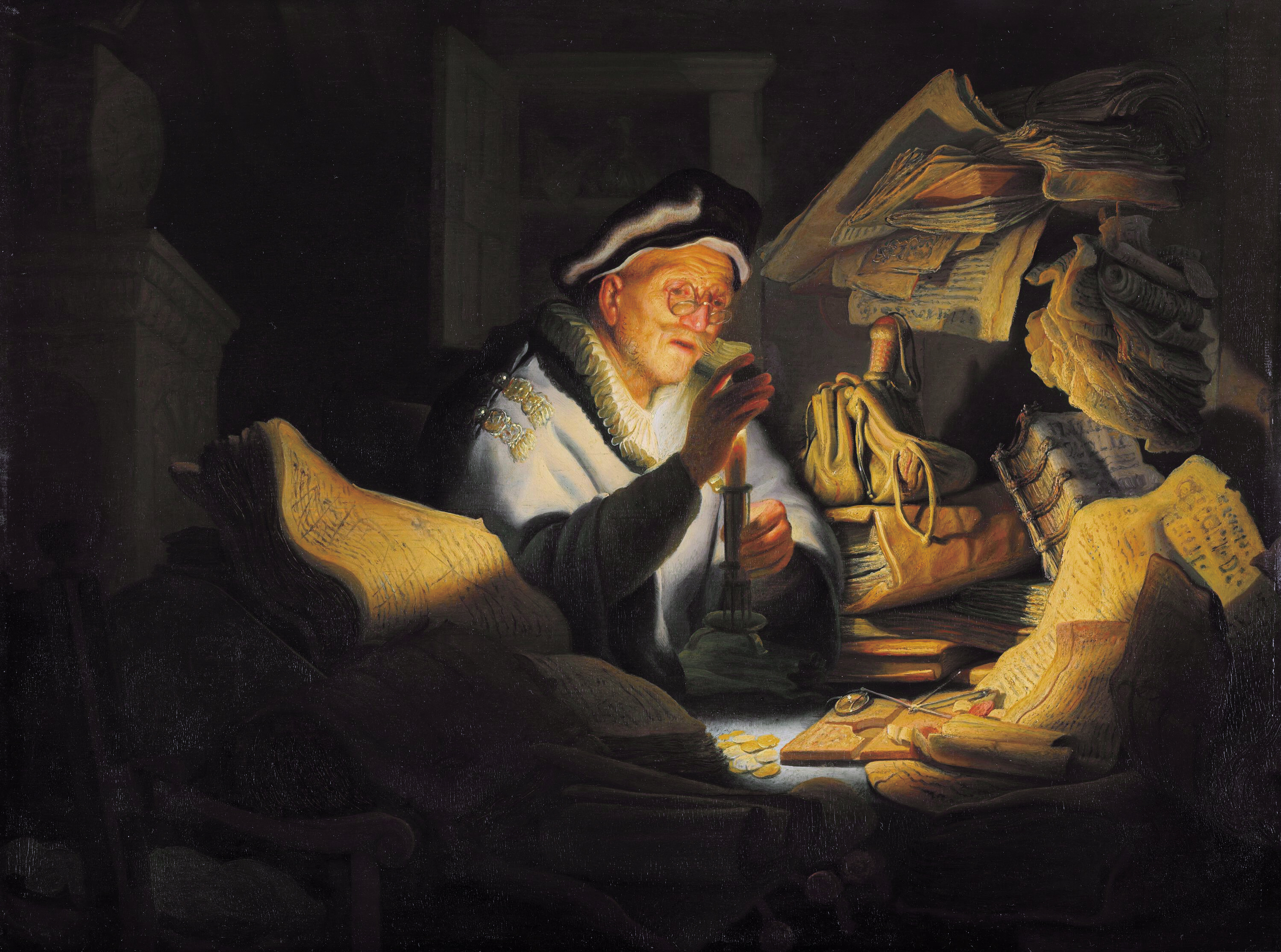
La Paràbola de l'Home ric per Rembrandt, 1627.

L'Home ric és una paràbola de Jesucrist a l'Evangeli segons Lluc. Proclama que cal ser generós.
En el domini de l'exegesi bíblica, forma part del Sondergut d'aquest evangeli.

## Text
Evangeli segons Lluc, capítol 12, versicles 15 a 21:
13 Llavors un d'entre la gent digué a Jesús:
--Mestre, ordena al meu germà que es parteixi amb mi l'herència.
14 Ell li respongué:
--Home, ¿qui m'ha manat que fos jutge o mediador entre vosaltres?
15 Llavors digué a la gent:
--Estigueu alerta, guardeu-vos de tota ambició de riquesa, perquè, ni que nedi en l'abundància, la vida d'un home no prové pas dels seus béns.
16 I els explicà una paràbola:
--A un home ric, la terra li va donar molt. 17 Ell pensava: "Què faré, si no tinc on guardar la meva collita?" 18 I es va dir: "Ja ho sé, què faré: tiraré a terra els meus graners, en construiré de més grans, hi guardaré tot el meu gra i els meus béns, 19 i em diré a mi mateix: Tens molts béns en reserva per a molts anys; reposa, menja, beu i diverteix-te."
20 »Però Déu li digué:
»--Insensat! Aquesta mateixa nit et reclamaran la vida, i tot això que has acumulat, de qui serà?
21 »Així passa amb el qui reuneix tresors per a ell mateix i no es fa ric davant de Déu.

## Interpretació
Sant Basil, en la seva homilia sobre la riquesa i aquest passatge de l'Evangeli, recorda que Déu ens ha donat un gran bé: la vida, i això és el més important. Amb les riqueses terrestres, cal ser generós cap al proïsme: « Afartaré els famolencs, obriré els meus graners i convidaré els pobres.Imitaré Josep, anunciaré a tots la meva caritat, faré sentir una paraula generosa: Tots vosaltres, que us falta de pa, veniu a mi. Què cadascú agafi una part suficient dels dons que Déu m'ha concedit! Veniu a agafar-ho com de fonts públiques », conclou l'arquebisbe